# 25 & Alive: Boneshaker
A 25 & Alive: Boneshaker a brit Motörhead együttes 2001-ben megjelent koncertfilmje, melyet 2000-ben, az együttes 25 éves fennállásának alkalmából tartott telt házas jubileumi koncerten rögzítettek. A Motörhead trió mellett több vendég is színpadra lépett, többek között a frontember Lemmy és a gitáros Phil Campbell fiai. A Bomber dal közben újra beindították a legendás, bombázó formájú fényhidat.

## A koncert dalai
1. We Are Motörhead - 2:54
2. No Class - 2:49
3. I’m So Bad (Baby I Don’t Care) - 3:36
4. Over Your Shoulder - 3:37
5. Civil War - 3:20
6. Metropolis - 3:44
7. Overnight Sensation - 4:50
8. God Save the Queen - 3:32
9. Born to Raise Hell - 6:31
10. The Chase Is Better Than the Catch - 5:42
11. Stay Out of Jail - 3:33
12. Dead Men Tell No Tales - 2:45
13. You Better Run - 6:48
14. Sacrifice - 5:49
15. Orgasmatron - 6:50
16. Going to Brazil - 2:36
17. Broken - 4:59
18. Damage Case - 3:52
19. Iron Fist - 3:16
20. Bomber - 4:16
21. Killed by Death - 7:26
22. Ace of Spades - 4:23
23. Overkill - 7:48

## Közreműködők
- Ian 'Lemmy' Kilmister – basszusgitár, ének
- Phil Campbell – gitár
- Mikkey Dee – dobok

Különleges vendégek:
- 'Fast' Eddie Clarke (ex-Motörhead) – gitár a "The Chase Is Better Than The Catch" és "Overkill" dalokban
- Todd Campbell (Phil Campbell fia, Psycho Squad) – gitár a "Killed By Death" dalban
- Paul Inder (Lemmy fia) – gitár a "Killed By Death" dalban
- Whitfield Crane (ex-Ugly Kid Joe) – ének a "Born To Raise Hell" dalban
- Doro Pesch (ex-Warlock) – ének a "Born To Raise Hell" dalban
- Brian May (Queen) – gitár az "Overkill" dalban
- Ace (ex-Skunk Anansie) – gitár az "Overkill" dalban

## DVD extrák
- Színpad mögötti interjúk a koncertről
- Többlátószögű felvétel az "I'm So Bad (Baby I Don't Care)" dalhoz
- Lemmy és Phil Campbell előadásában az "Ain't No Nice Guy" akusztikus változata, 2001
- Wacken Open Air fesztivál, 2001. augusztus:

1. "R.A.M.O.N.E.S."
2. "Shoot You in the Back"
3. "Born to Raise Hell" (feat. Nina C. Alice - Skew Siskin)
4. "Ace of Spades"

- From the Archives: interjú Lemmyvel
- Képgaléria a Motörhead korábbi és jelenlegi tagjairól
- Egyedi Motörhead-kiadványok bemutatása
- Videóklipek: "Sacrifice" és "God Save The Queen"

## Bónusz CD
Válogatás a koncert hanganyagából. A komplett felvétel 2003-ban a dupla Live at Brixton Academy CD-n jelent meg.
1. "We Are Motörhead" - 2:54
2. "No Class" - 2:49
3. "Over Your Shoulder" - 3:37
4. "Metropolis" - 3:44
5. "God Save the Queen" - 3:32
6. "Born to Raise Hell" - 6:31
7. "The Chase Is Better Than the Catch" - 5:42
8. "Stay Out of Jail" - 3:33
9. "Dead Men Tell No Tales" - 2:45
10. "Sacrifice" - 5:49
11. "Going to Brazil" - 2:36
12. "Broken" - 4:59
13. "Damage Case" - 3:52
14. "Bomber" - 4:16
15. "Killed by Death" - 7:26
16. "Ace of Spades" - 4:23
17. "Overkill" - 7:48